# Lucio Spadaro
Lucio Spadaro (Napoli, 25 febbraio 1991) è un nuotatore italiano.

## Carriera
Specializzato nei 50 e 100 metri stile libero, ha debuttato agli europei giovanili nel 2009, e l'anno successivo sono arrivati i primi risultati nella categoria assoluta: salito sul podio ai campionati italiani sia primaverili che estivi, è stato convocato per i suoi primi campionati europei assoluti. Nel novembre successivo ha vinto la sua prima medaglia internazionale agli europei in vasca corta di Eindhoven, dove la staffetta 4×50 m stile libero composta da lui, Luca Dotto, Filippo Magnini e Marco Orsi arriva al primo posto nell'ultima giornata di gare. È tornato a vincere la medaglia d'oro l'anno dopo alle Universiadi di Shenzhen nei 50 m stile libero, sua prima medaglia individuale in nazionale.

## Palmarès
| Campionati europei         | 50 m st. libero       | ---                   | ---                          | ---                          |
| 2010 Budapest Ungheria     | 15º in batteria 22"65 | ---                   | ---                          | ---                          |
| Europei in vasca corta     | 50 m st. libero       | 100 m st. libero      | 4×50 m st. libero            | 4×50 m misti                 |
| 2010 Eindhoven Paesi Bassi | 13º in batteria 22"20 | ---                   | Oro: 1'25"16 frazione: 21"43 | ---                          |
| 2011 Stettino Polonia      | ---                   | 31º in batteria 49"06 | Oro: 1'24"82 solo batteria   | Oro: 1'33"18 solo batteria   |
| Universiadi                | 50 m st. libero       | ---                   | ---                          | 4×100 m st. libero           |
| 2011 Shenzhen Cina         | Oro 22"30             | ---                   | ---                          | 4º - 3'19"59 frazione: 49"86 |
| Europei giovanili          | 50 m st. libero       | 100 m st. libero      | 50 m farfalla                | ---                          |
| 2009 Praga Rep. Ceca       | 6º in batteria 22"97  | 12º in batteria 51"20 | 5º in batteria 24"63         | ---                          |

### Campionati italiani
1 titolo individuale e 1 in staffetta, così ripartiti:
- 1 nei 50 m stile libero
- 1 nella staffetta 4x100 m stile libero

| Anno | Edizione    | st.libero 50 m | st.libero 100 m | staff. 4x100 m sl |
| ---- | ----------- | -------------- | --------------- | ----------------- |
| 2010 | Primaverili | 3              | -               | -                 |
| 2010 | Estivi      | 2              | 3               | -                 |
| 2010 | Invernali   | 3              | -               | -                 |
| 2011 | Primaverili | 3              | -               | -                 |
| 2011 | Invernali   | 1              | -               | 1                 |